# Emilia Tłumak
Emilia Lamparska, coniugata Tłumak (Toruń, 15 agosto 1982), è un'ex cestista polacca.

## Carriera
Con la Polonia ha disputato i Campionati europei del 2005.